# 彼得峰 (奧茨地)
79°39′S 157°57′E / 79.650°S 157.950°E
彼得峰（Peter Crest），是南極洲的山峰，位於奧茨地，屬於庫克山脈中馬爾格魯冰原島峰的一部分，海拔高度1,600米，現時由南極條約體系管理。